# Keratin
Keratín je vsaka iz družine beljakovin, ki tvorijo osnovno strukturo citoskeleta epitelijskih tkiv in trdnih tkiv, kot so lasje, dlake in nohti. Osnovna polipeptidna veriga je organizirana v sekundarno strukturo, desnosučno vijačnico (α-vijačnica s 4 aminokislinskimi ostanki na zavoj in z visoko vsebnostjo cisteina) in dalje v kvartarno strukturo (dva α-heliksa se zvijeta v levo in se povežeta z disulfidnimi vezmi preko cisteinskih aminokislinski ostankov). Poleg α-keratina, pri katerem polipeptidna veriga tvori α-vijačnice, se v naravi pojavlja tud β-keratin, v katerem so kot sekundarne strukture prisotne β-ploskve. V živalskih celicah keratinske beljakovine v obliki intermediarnih filamentov služijo kot opora in zaščita pred mehanskimi raztezki.
α-keratin je fibrilarni strukturni protein, ki je v naravi zelo razširjen. Ima pomembno vlogo pri gradnji zaščitnega ovoja (npr. epidermisa – kožne povrhnjice) pri različnih organizmih. Je pomembna komponenta roževine oz. roževinastih struktur, kot so dlake, rogovi, kopita ipd. Vsem strukturam, ki jih gradi daje veliko čvrstost in netopnost v vodi.
β-keratin najdemo pri plazilcih. Koži plazilcev daje bistveno močnejšo trdnost kot α-keratin sesalčji koži.

## Kemijska zgradba
Kakor vse beljakovine tudi keratin sestavljajo aminokisline. Biokemijske analize ovčje volne so pokazale, da α-keratin sestavljajo sledeče aminokisline: glutamat (12 %), cistein (11 %), serin (10 %), glicin (8 %),  arginin (7 %), levcin (7 %)  aspartat (6 %), valin (6 %), alanin (5 %) ter ostale aminokisline (29 %). Aminokisline se organizirajo v vijačnico.